# トモダチ作戦
トモダチ作戦（トモダチさくせん、英語: Operation Tomodachi オペレーション・トモダチ）は、アメリカ軍の作戦名の一つである。2011年（平成23年）3月11日、日本の東北地方で発生した東日本大震災に対して行う災害救助・救援および復興支援を活動内容とする。

## 概要
2011年（平成23年）3月11日に発生した東日本大震災は、日本では多大な被害が生じており、アメリカ政府も憂慮していた。3月11日の当日中にアメリカ政府は日本に支援を申し入れた。日本政府は駐日アメリカ大使に在日米軍による支援を正式に要請、これにより人員約2万4500人、艦船24隻、航空機189機が投じられた大規模な人道支援・救難活動が始まる。
作戦名は日本語の「友達」にちなんでいる。この語は、アメリカ太平洋軍司令部に北東アジア政策課日本担当として在籍中のアメリカ空軍退役軍人ポール・ウィルコックス (Paul Wilcox) を名付け親として、太平洋軍司令官ロバート・F・ウィラード大将 (Admiral Robert F. Willard) が採用した。
2013年に駐日大使として着任したキャロライン・ケネディ氏は、このトモダチ作戦実行の発端について、2015年10月17日、在日米軍管理施設 New Sanno U.S.Force Center にて米海軍司令部により主催された日米消防フレンドリーシップパーティー開会式挨拶の中で、『3.11トモダチ作戦は、2001年9月11日に発生したアメリカ同時多発テロに、日本の消防救助隊が駆けつけてくれた事に起因する』と公の場でコメントした。
2011年4月5日までには大量破壊兵器（NBC兵器。核兵器=Nuclear、生物兵器=Biological、化学兵器=Chemical）対策などを専門とする海兵隊の即応部隊であるCBIRF（化学生物事態対処部隊）が到着。4月6日までにトモダチ作戦は、被災者の捜索・救援の段階から、福島第一原子力発電所事故への対応や復興支援の段階へ移行した。
アメリカ合衆国連邦政府は4月6日、アメリカ軍が展開中の「トモダチ作戦」の予算が最大8000万ドル（約68億円）であることを、日本国政府に伝えた。現場でのトモダチ作戦としての支援活動は4月30日にほぼ終了した。
マイケル・シファー国防次官補代理（東アジア担当）は、アメリカ合衆国下院軍事委員会にて、作戦は「在日米軍を含め、アジア太平洋地域に前方展開兵力を持つ意義を示した」と評価し、日本側に日米同盟の意義を再認識させ、中華人民共和国やロシア連邦に対してアメリカの存在感を示す意図もあったと述べた。

## 作戦司令部
本作戦では主要な在日米軍基地 (→都道府県別の全ての米軍施設規模と都道府県別の米軍施設) の多くが救助活動に活用された。
- 東京都の横田空軍基地に作戦司令部が置かれた。被災地域での航空中核拠点を担うはずであった仙台空港は津波の流入によって使用不能となったため、この東京西部の既存施設を活用した。仙台空港は復旧後しばらくは軍用機以外の離着陸は不可能であったため、活動の中継地として活用され、「Camp Sendai」と通称されるようになった。
- 沖縄県の嘉手納空軍基地はアメリカ空軍の拠点となっている。
- 沖縄県の海兵隊普天間基地。
- 青森県の三沢空軍基地は、本州における日本の自衛隊との共同活動拠点となっている。
- 神奈川県の厚木海軍飛行場。
- 神奈川県のキャンプ座間には、在日米陸軍の保健物理および化学生物核放射線プログラムが含まれる。

## アメリカ軍による統合作戦
今回の作戦では、アメリカ海軍・海兵隊・空軍が連携し、統合軍の形態を執って活動している。作戦には2万4000人の将兵、190機の航空機、24隻の艦艇が参加した。3月25日からは在ハワイの常設司令部組織JTF-519が横田基地へと移動し、統合支援部隊(Joint Support Force)として指揮を執った。最初の司令官にはパトリック・ウォルシュ海軍大将・太平洋艦隊司令官が着任した。

### アメリカ海軍
アメリカ海軍は震災後3日後の時点で10隻の艦艇を現地海域に派遣している。
米韓合同演習のために西太平洋を航行中であったロナルド・レーガン空母打撃群は、本州東海岸域に展開、震災翌々日の3月13日には海上自衛隊災害派遣部隊との震災対応に関する作戦会議を実施している。。
空母打撃群は自らの艦載ヘリコプター（HS-4部隊）のみならず、自衛隊のヘリコプターのための洋上給油拠点として運用される。空母「ロナルド・レーガン」の将兵からは毛布やセーターなど1,000着以上の寄付が行われているほか、強襲揚陸艦エセックスの乗員からは、玩具が寄付された。。
4月4日、本艦は洋上での拠点としての任を終え、「トモダチ作戦」への参加を終了、通常の任務に復帰した。
厚木海軍飛行場を基地にしている海軍航空隊のヘリコプターは、津波発生直後から捜索救難活動に投入され、その後は食料などの救援物資を運んでいる。
ミサイル駆逐艦「マッキャンベル」および「カーティス・ウィルバー」の艦載ヘリコプターは、地震発生後、房総半島において捜索救難活動に投入されている。
揚陸指揮艦「ブルー・リッジ」は、地震発生後、寄港先のシンガポールにて急遽予定を変更し、救援物資を積載して日本へ向けて出航している。
ドック型揚陸艦「トーテュガ」は、北海道から陸上自衛隊の車両90台・人員500名を乗せて本州へ向けて輸送する。
マレーシアに在泊していた強襲揚陸艦「エセックス」とドック型揚陸艦「ジャーマンタウン」は、第31海兵隊遠征隊を乗艦させて、途中洋上にて貨物弾薬補給艦「マシュー・ペリー」から救援物資を受け取りつつ北上した。福島第一原子力発電所からの放射能が懸念されたため、当初日本海に展開していたが、後に津軽海峡を抜け太平洋岸へ機動する。エセックス艦内で行われたインタビューに対し、ジェフリー・ジョーンズ海軍准将は「先遣隊も今回の部隊も皆、志願者だ。艦内放送で呼びかけたが、定員を確保するのに、10分もかからなかったよ」と、その士気の高さを語っている。

### アメリカ海兵隊
沖縄駐留アメリカ海兵隊は震災で損害を受けることはなかった。施設が無傷であったキャンプ・バトラー（海兵隊バトラー駐屯地）の第3海兵遠征軍は、海兵隊の救助活動の即応動員を許可した。
第31海兵隊遠征隊は、揚陸艦エセックスで被災地沖合いへと向かい、船舶が流されて孤立している宮城県気仙沼市の離島である大島に救援物資、工事用車両、電気工事作業員を揚陸艇で揚陸させ、補給活動に当たった。各種物資の輸送支援などを行い、4月1日からは300名以上の兵員も上陸し、フィールドデー作戦 (Operation Field Day) と命名された島内の残骸除去作業を行なった。この作業は4月6日まで実施されている。
揚陸艇による気仙沼大島への上陸作業は、海兵隊と陸海自衛隊、自治体との調整で実施された。
普天間飛行場を基地にしているヘリコプターは厚木海軍飛行場に要員を派遣し、運用システムを確立している。

### アメリカ空軍
アメリカ空軍は3月14日、嘉手納基地からKC-135空中給油機を交代要員と50名のエンジニアと共に三沢基地に到着させている。
ほかにも、ルイス＝マコード統合基地（en）から2機のC-17輸送機（大型長距離輸送機）が救助隊と器材を輸送している。第265海兵隊中型ヘリコプター飛行隊からはCH-46輸送ヘリコプター8機が、KC-130空中給油機2機と共に救助隊と器材の輸送を実施している。
3月16日、嘉手納基地の空軍第320特殊戦術飛行中隊は、C-130輸送機で移動し、残骸除去が進んでいた松島基地に着陸。陸路でもって仙台空港へと移動した。仙台空港においては、空港の保守作業を請け負っている前田道路等と協力し、滑走路上の残骸を除去、臨時の航空管制を開始した。滑走路の確保された部分を利用し、MC-130輸送機を用いて、航空輸送を開始している。のちには、この復旧作業に海兵隊も投入されている。アメリカ軍はこの空港を使って 200万トン以上の食料、水、毛布を被災地に運んだ。

### アメリカ陸軍
在日米陸軍が保有するUH-60汎用ヘリコプターのうち数機が、救助活動に投入されている。3月14日にはアメリカ合衆国本土の第1軍団から救助部隊が到着し、補給のための前進後方支援拠点を構成した。
4月21日からは、ソウルトレイン作戦(Operation Soul Train)の名称で自衛隊と共同で、仙石線の駅・線路に流れ込んだ残骸の除去作業を行なった。

## その他の機関との連携
拠点となっている横田基地には、アメリカ海外災害援助局（en）からカリフォルニア州第2都市捜索救出任務部隊（en）とバージニア州第1都市捜索救出任務部隊（en）が派遣される。2都市の捜索救出隊は、イギリスが派遣した約60名からなる災害救助犬チームと合流した。3月16日にオーストラリア空軍のC-17大型輸送機が嘉手納空軍基地に到着した。アメリカ空軍要員はオーストラリア空軍と陸上自衛隊第15旅団を援助し、オーストラリア空軍輸送機は物資と陸上自衛隊要員を積載して日本本土へ向けて機動した。

## 乗員および艦艇の放射線被曝
2011年3月14日、第7艦隊の報道官は、乗員17人が放射線被曝したと述べた。ただし、線量は少なく、1ヶ月間の日常生活で自然放射線により被曝する線量未満であった。乗員らは、洗浄及び衣服の交換によって除染された。艦隊は、被曝を避けるため、ヘリの運用を一時的に中止した。

### 東京電力に対する訴訟
2012年12月、トモダチ作戦に従事した空母「ロナルド・レーガン」の乗組員8名が、福島第一原子力発電所事故に関する正確な情報を得られずに被曝したとして、東京電力に総額1億1000万ドル（約94億円）の損害賠償などを求める訴訟を米連邦地裁に起こした。2016年5月に、元兵士らとその家族が提訴に加わって、原告は約400人になった。小泉純一郎元首相は、同年5月中旬、カリフォルニア州サンディエゴ近郊を訪れ、兵士の健康被害について聴聞し、涙を流しながら「見過ごせない」と述べた。同年7月、小泉は支援基金設立を発表した。しかし、アメリカの国防総省が2014年に公表した報告書では、トモダチ作戦参加者の被曝は「極めて低線量」とし、健康被害との因果関係には否定的な見解を示しており、科学的なデータや根拠に基づく検証が必要だと述べている。アメリカ軍の元軍医であるジョナサン・ウッドソン国防次官補(健康部門)は、2014年に議会に招致された際に、兵士らが主張する健康問題が放射線によるものだという客観的証拠はないとして関連性を否定している。

## アメリカ軍家族による支援活動
| 七戸美光園で食糧支援活動を行う在日米軍将兵の家族（2011年3月26日、青森県七戸町） |  | 厚木基地住民による被災者への支援活動（2011年3月11日） |
| 七戸美光園で食糧支援活動を行う在日米軍将兵の家族（2011年3月26日、青森県七戸町） |  | 厚木基地住民による被災者への支援活動（2011年3月11日） |

アメリカ軍将兵の家族には自主退避許可が出ているが、日本にとどまって自主的な支援活動を行う者もいた。厚木基地では震災当日から将兵の家族たちによって被災者への募金活動が行われている。三沢基地に勤務する将兵の家族からは、食料の不足している震災孤児数十人を受け入れた児童養護施設での食料配給活動が行われるとともに、衣類などの提供が行われている。

## 作戦に対する反応

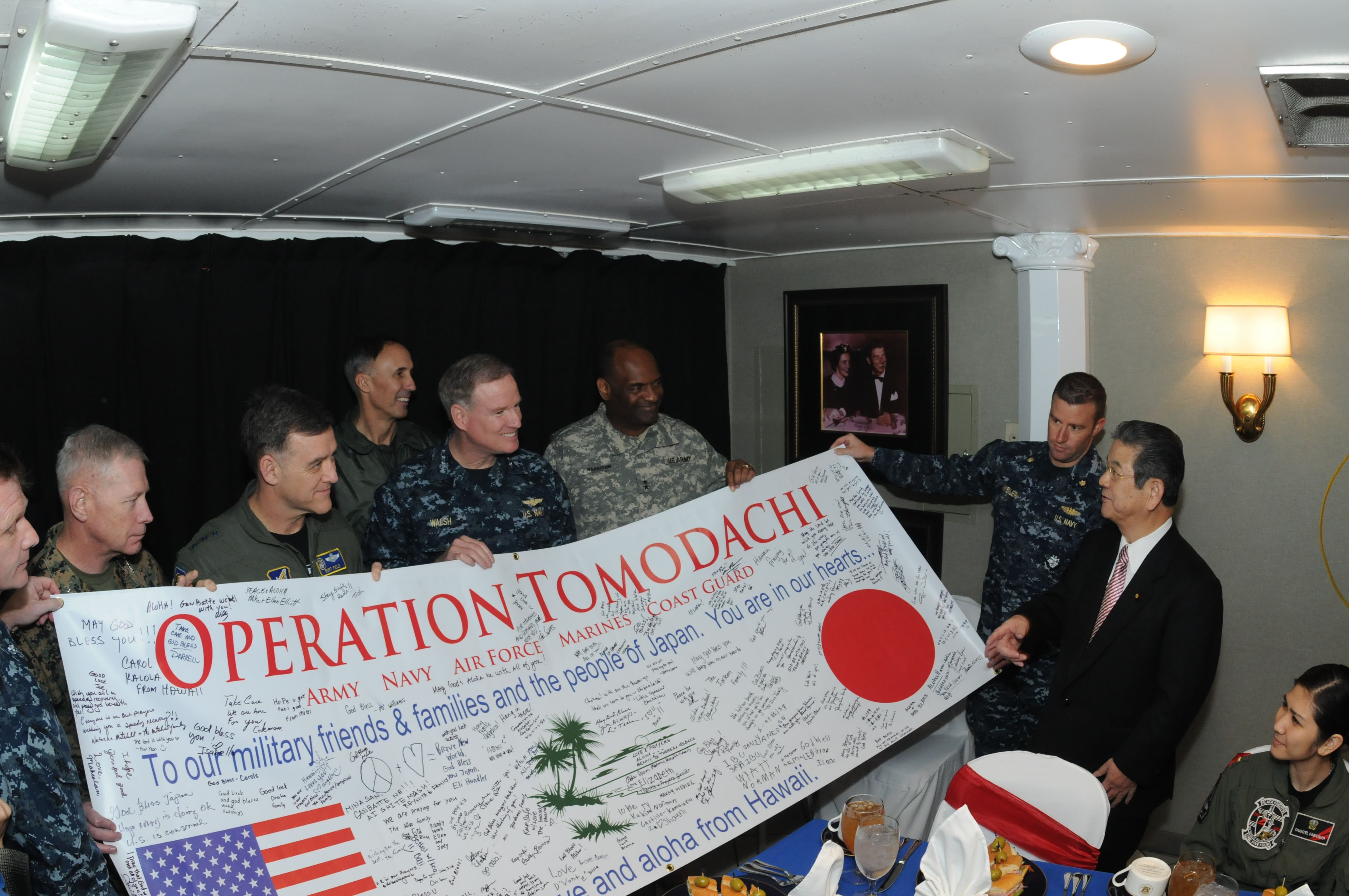
2011年4月4日、空母ロナルド・レーガンにて「OPERATION TOMODACHI」と書かれた旗を贈られる防衛大臣北澤俊美（右）

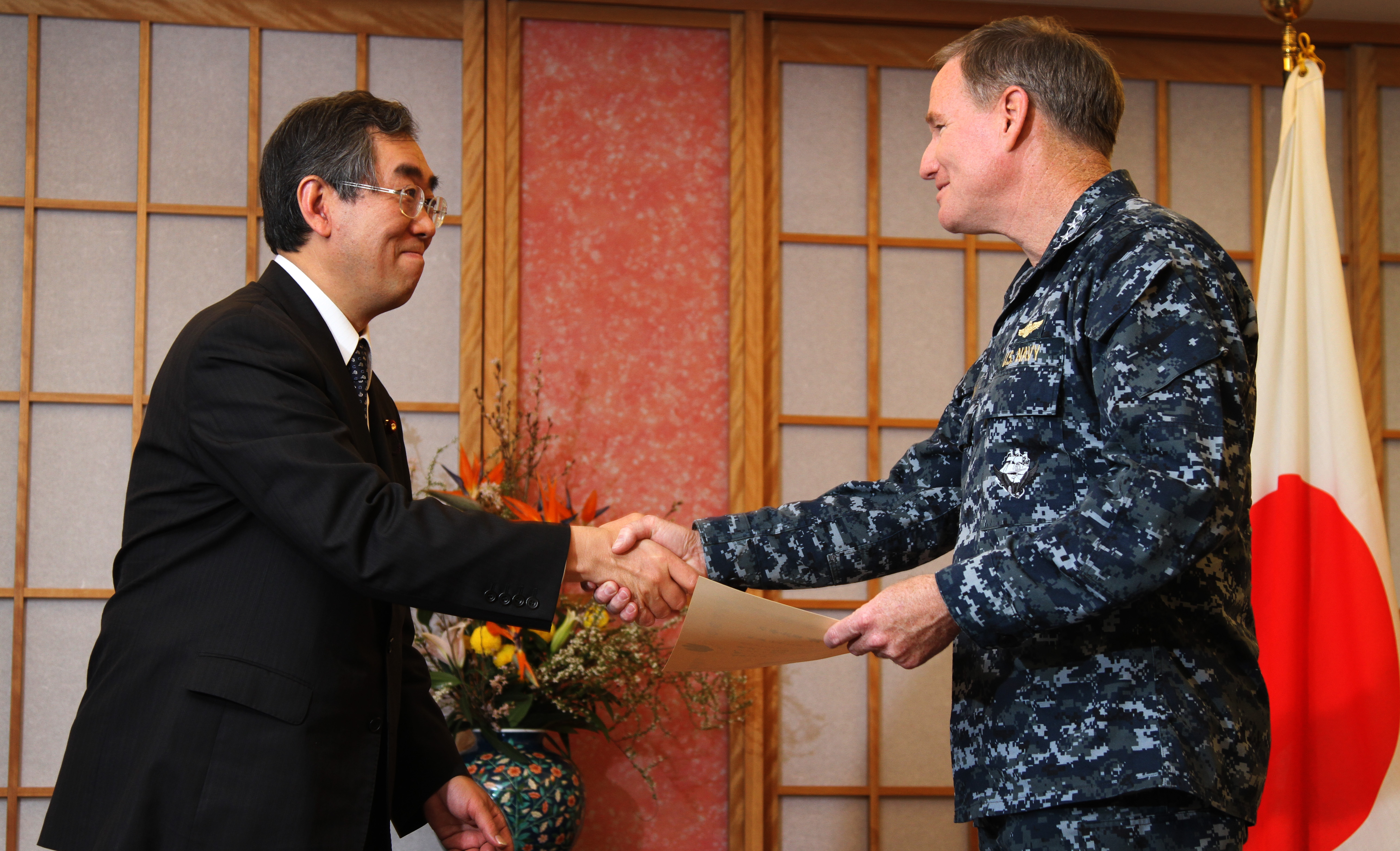
2011年4月11日、ウォルシュ司令官（右）に謝意を伝える外務大臣松本剛明（左）

### 謝意
日本国政府や被災地住民からは謝意を示されている。4月4日に三陸沖で支援活動中の空母「ロナルド・レーガン」を訪れた防衛大臣北澤俊美は、「米軍に感謝と称賛を申し上げたい。今ほど米国が同盟国であったことを頼もしく、誇りに思う時はない」と述べ、「米国の迅速かつ力強い支援は、半世紀にわたる日米同盟により、両国が培ってきた絆の証しだ」との菅直人首相のメッセージも代読している。
気仙沼市大島においては、4月6日の海兵隊の撤収時に多くの住民が見送りを行い、上陸用舟艇には別れのリボンが付けられた。航空機向けの標識とともに宮城県女川町では"THANK YOU USA"の文字が描かれ、仙台空港そばの海岸には、住民により「ARIGATO」（アリガトウ）の文字が作られた。
平成27年4月29日、安倍総理大臣は、日本の総理大臣として初めて、米国連邦議会の上下両院合同会議において演説を行い、トモダチ作戦に対する謝意を改めて表明した。
2021年3月7日には、気仙沼市の大島で、第3海浜遠征旅団の海兵隊員を迎え、トモダチ作戦の記念碑が除幕された。

### 批判
沖縄県では、アメリカ軍や日米安全保障条約に対する好意的な意見もあるが、その一方、『琉球新報』は「在日米軍が普天間飛行場の地理的優位性や在沖海兵隊の存在意義などをアピールしており、不謹慎だ」との批判が挙がっていると報道し、「援助活動を利用し、県内移設への理解を日本国内で深めようとする姿勢が色濃くにじむ」などとする記事を掲載した。
また、『沖縄タイムス』も3月22日付の社説で、アメリカ軍は「災害支援を理由に現施設規模を維持する必要性を主張する」とし、最前線で実際に支援活動に立つ兵士たちを賞賛しながらも、「震災の政治利用は厳に慎むべきだ」と断じた。加えて、『北海道新聞』も4月24日付の社説において、「ことさらに在日米軍基地の重要性を強調し、「日米軍事協力」の深化を求める動きには首をかしげる」と述べ、「被災地支援のための出動を日本に米軍が駐留する根拠としてアピールする向きもあった」と批判した。

### その他
作戦に参加した第265海兵中型ヘリコプター飛行隊指揮官は「トモダチ作戦は恐らく、放射性環境下では最も有名な作戦になるだろう」、また「この経験は戦略的な価値がある」と述べている。